# L'Extraordinaire Voyage du fakir qui était resté coincé dans une armoire Ikea (bande dessinée)
Pour les articles homonymes, voir L'Extraordinaire Voyage du fakir qui était resté coincé dans une armoire Ikea.
L'Extraordinaire Voyage du fakir qui était resté coincé dans une armoire Ikea est une bande dessinée écrite par Zidrou et Falzar d'après le roman éponyme de Romain Puértolas, dessinée par Kyung Eun Park, publiée aux Éditions Jungle en octobre 2017.

## Résumé
Un fakir indien vient à Paris acheter un lit à clous en soldes qu'il avait vu dans un catalogue Ikea. Il se trouve enfermé par erreur dans une armoire qui va être expédiée en Angleterre, en Espagne, en Italie, au Liban. Le fakir va ainsi découvrir et partager le quotidien des migrants.

## Publication
- Édition originale : 48 pages, format 230 cm x 310 cm, Éditions Jungle, 2017 (DL 10/2017)  (ISBN 978-2-8222-1584-8)[1],[2].